# U-142号潜艇 (1918年)
陛下之142号潜艇是德意志帝国海军建造的U-142级巡洋潜艇的首艇，也是德国有史以来体积最大的军用潜艇。它由基尔的日耳曼尼亚船厂承建，于1918年3月4日下水，至同年11月10日交付使用，成为赶在第一次世界大战结束前服役的329艘德国潜艇之一。但随着停战协议在其入役次日便签署生效，U-142号只能解除武装并重新送返船厂，最终于1919年在不来梅的奥斯勒布斯豪森拆解报废。

## 发展
第一次世界大战中期，在德意志帝国海军潜艇监察局（Inspektion des U-Bootwesens）煞费苦心地提出了超大型远程巡洋潜艇（或称U型巡洋舰）概念，并落实为U-139级的三艘潜艇后，军方于1916年10月决定分三批再订购9艘改良版本的超大型潜艇，即U-142至U-150号，重新调整指标后的新艇设计方案被命名为第46a号工程。这一艇级的水面排水量增至2100吨，全长增至97.5米。甲板炮除两门150毫米45倍径速射炮外，还增加了两门88毫米30倍径速射炮；鱼雷发射管数量不变，但鱼雷载量增至32枚。它们计划装备猛狮公司正在研制的十缸四冲程3,000匹公制馬力（2,206千瓦特）柴油发动机，预计最高水面航速可提升至17.5節（32.4每小時）,8節（15每小時）经济航速下的续航能力增至22,000海里（41,000）。
根据德国军方设想，U-142至U-150号这九艘同级艇均应在1918年春季服役，但国内日益恶化的原材料和劳动力供给状况使这一目标愈发难以实现。为此，军方于1916年11月对日耳曼尼亚、伏尔铿和威悉三家船厂的生产订单进行调整，允许汉堡伏尔铿在建的U-119至U-121号和不来梅威悉的U-131至U-134号这七艘艇延迟交付，为新艇建造挤出时间和人力。即便如此，也只有U-142号这一艘艇赶在战争结束前完工。

## 特征
与U-139级潜艇一样，U-142号也是由德意志帝国海军作为N项战时订单（Kriegsauftrag N）的一部分，于1916年11月29日向基尔的日耳曼尼亚船厂订购，建造编号为303。作为同级的首艇，U-142号于1918年3月4日下水，至同年11月10日在首任暨唯一一任艇长、海军少校埃里希·埃克尔曼的指挥下正式交付使用。但随着一战于翌日便宣告结束，U-142号只能解除武装并重新送返船厂，之后其发动机移交协约国投降，艇体则于1919年在不来梅的奥斯勒布斯豪森拆解报废，最终未能对战争的进程产生任何影响。
尽管如此，建成后的U-142号仍然成为了德国有史以来最大型的在役军用潜艇，体积甚至超过了二战中最大的X级潜艇。它的水面排水量2158吨，水下则高达2785吨；全长97.50米，舷宽9.06米，有5.38米的吃水深度，安全潜航深度75米。推进系统为两台总功率为6,000匹公制馬力（4,413千瓦特）的十缸四冲程柴油发动机和两台总功率为2,600匹公制馬力（1,912千瓦特）的双电动发电机，可分别提供最高17.5節（32.4每小時）的水面航速和最高8.5節（15.7每小時）的水下航速，6節（11每小時）航速时的水面续航里程为20,000海里（37,000）、4.5節（8.3每小時）航速时则可在水下巡航70海里（130）。额定船员编制62人，另配有21名俘虏舱位，甚至有1张专为被俘军官预留的铺位。为了满足海上长时间巡航的需求，该艇还装备有以柴油机排出的高温废气为能源的海水淡化装置，并为此而搭载了总功率为900匹公制馬力（662千瓦特）的两台辅助柴油发电机。
U-142号装备有六具直径为500毫米的鱼雷发射管，其中艇艏四具、艉部两具，并可合共搭载至多32枚G6型鱼雷。作为辅助武器的甲板炮是两门150毫米45倍径艇用高射炮和两门88毫米30倍径速射炮，为提高射速还配备了扬弹机。舰桥后部安装了一具大型测距仪，用于提高火炮射击精度。潜望镜从以往的单目式改为双目式，司令塔的指挥中心外壳采用90毫米厚的钢板作为防护装甲，以抵御敌方商船通常携带的火炮；而耐压壳体也比往常厚了25毫米，以增加潜航深度。艇艛则升高了2米，这样即便被炮弹命中也不会穿透耐压壳体。因此，它既适用于无限制潜艇战，也适用于捕获法则下的破交战。

## 脚注
1. ↑  Helgason, Guðmundur. . German and Austrian U-boats of World War I - Kaiserliche Marine - Uboat.net.   [2014-12-08].
2. ↑  Gröner 1991，第19-21頁.
3. 1 2  Helgason, Guðmundur. . German and Austrian U-boats of World War I - Kaiserliche Marine - Uboat.net.   [2021-12-29].
4. 1 2  陈进，第189頁.
5. 1 2  Uttridge，第32頁.
6. 1 2  Gröner 1991，第19–21頁.
7. ↑  陈进，第188頁.